# Madeleine Desdevises
Madeleine Desdevises est une actrice française, née le 12 mars 1967 à Saint-Lô (Manche) et morte le 16 avril 1982 (à 15 ans) à Caen (Calvados).
Madeleine, de son surnom Mado, a été repérée par l'équipe de Jacques Doillon au collège de Saint Sauveur Lendelin actuellement Saint Sauveur Villages, et a interprété le personnage de Mado dans le seul long-métrage de sa filmographie. En effet, bien que née à la maternité de Saint-Lô, elle a vécu à Saint-Aubin-du-Perron et le collège de rattachement de cette commune est celui de Saint Sauveur.

## Biographie
Repérée en sixième au collège de Saint Sauveur Lendelin en Normandie par Dominique Besnehard, Madeleine "Mado" Denise Danielle Desdevises est sélectionnée pour tourner son premier film. Après ce succès, elle refuse un rôle pour un film devant être réalisé en Afrique : elle désire en effet se consacrer à ses études pour devenir médecin.
Près de quatre ans après le tournage de La Drôlesse, Madeleine Desdevises est cependant emportée à tout juste quinze ans par une leucémie mal diagnostiquée.
Elle est inhumée à Saint-Aubin-du-Perron.

## Filmographie

### Cinéma
- 1979 : La Drôlesse de Jacques Doillon : Mado[2]